# Chorošëvskij
Il quartiere Chorošëvskij (in russo Хорошёвский район?) è un quartiere di Mosca sito nel Distretto Settentrionale.
Prende il nome dalla strada che lo attraversa, la Chorošëvskoe Šosse, a sua volta nominata così perché collegava il centro di Mosca all'abitato di Chorošëvo. Chorošëvo è stato successivamente incluso nel territorio del comune di Mosca nel 1960.
La zona centrale del quartiere ha ospitato l'aeroporto centrale intitolato a Frunze, attivo fino al 2003.